# 테런스 고어
테런스 J. 고어(Terrance J. Gore, 1991년 6월 8일 ~ )는 자유 계약 선수로 활약하는 미국의 프로 야구 외야수이다.  그는 걸프 코스트 커뮤니티 칼리지에서 대학 야구를 활약하였다.  그는 2014년 메이저 리그 베이스볼 데뷔를 이루었다.  그는 캔자스시티 로열스, 시카고 컵스, 로스앤젤레스 다저스와 애틀랜타 브레이브스를 위하여 활약하였다.

## 아마추어 경력
원래 조지아주 메이컨 출신인 고어는 조지아주 그레이에 있는 존스 카운티 고등학교를 다니면서 야구와 러닝백과 와이드 리시버로 활약한 미식축구에 나왔다.  자신의 시니어 해 동안 고어는 1,000 러닝 야드 이상을 엮었고 캐리 당 9 야드 이상을 평균하였다.  학교에서 야구를 한 자신의 4년 동안 그는 시니어로서 145개를 도루하고 .474 점을 안타하였다.  고어는 후에 플로리다주 패너마시티에 있는 걸프 코스트 커뮤니티 칼리지에서 수학하여 조지아 대학교와 조지아 공과대학교로부터 미식축구 장학금을 거절하였다.  고어는 걸프 코스트에서 하나의 시즌을 보내 .330 점을 안타하고 54개의 시도에서 51개를 도루하였다.

## 프로 경력

### 캔자스시티 로열스

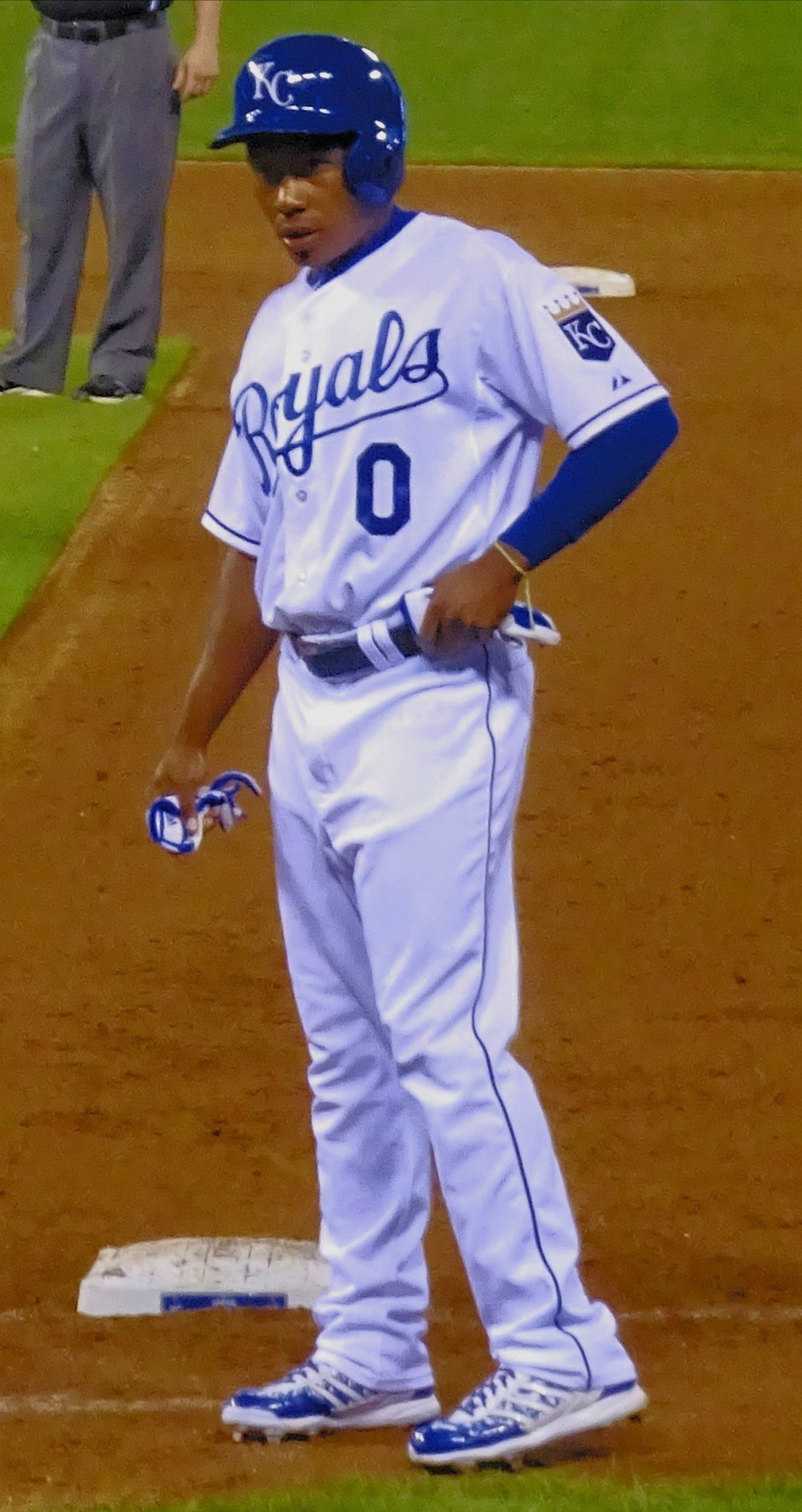
2015년 캔자스 시티 로열스를 위하여 대주자를 맡은 고어

고어는 걸프 코스트 커뮤니티 칼리지로부터 나와 2011년 메이저 리그 베이스볼 드래프트의 20번째 라운드에서 캔자스시티 로열스에 의하여 드래프트되었다.  
2014년 8월 31일 고어는 로열스로 승진되었다.  고어는 등번호 0 저지를 입는 데 메이저 리그 베이스볼 역사상 16번째 선수이다.  그는 조지 스콧을 딴 등번호를 입는 데 두번째 로열스 선수이다.  그는 주로 지명 대주자로서 이용되었다.
고어는 로열스를 위하여 2015년 아메리칸 리그 디비전 시리즈와 아메리칸 리그 챔피언십 시리즈 로스터에 나왔으나 월드 시리즈 로스터에는 나타나지 않았다.  그것에 관계없이 그는 자신의 첫 월드 시리즈 링을 받았다.
그는 2017년 12월 1일 로열스에 의하여 입찰되지 않았고 이어진 날에 그들과 함께 마이너 리그 계약을 맺었다.

### 시카고 컵스
2018년 8월 15일 고어는 현금 고려 사항을 위한 교환에서 시카고 컵스로 이적되었고 트리플 A 앨오와 컵스로 지정되었다.  그는 9월 1일 메이저 리그로 승진되었다.  9월 8일 그는 워싱턴 내셔널스의 출발 투수 맥스 슈어저를 상대로 더블헤더의 첫 경기에서 자신의 첫 메이저 리그 안타를 기록하였다.  그는 2018년 시즌 후에 자유 계약 선수가 되었다.

### 로열스로 복귀
2018년 12월 18일 고어는 로열스로 복귀하는 데 1년 계약을 맺었다.  그는 13개의 도루와 함께 .275 점을 안타한 것에 불구하고 2019년 7월 12일 임명을 위하여 지명되었다.

### 뉴욕 양키스
2019년 7월 17일 고어는 현금 고려 사항을 위하여 뉴욕 양키스로 이적되었다.  그는 40명 로스터에 추가되지 않고 양키스 AAA 제휴팀으로 보내졌다.  그는 2019년 시즌 후에 자유 계약 선수가 되었다.

### 로스앤젤레스 다저스
2020년 2월 17일 고어는 로스앤젤레스 다저스와 함께 마이너 리그 계약을 맺었다.  7월 23일 그는 오프닝 데이의 30명 로스터에 추가되었다.  고어는 다저스를 위하여 2개의 경기에 나와 방어적 대체 로스터로서 하나의 이닝을 활약하였다.  9월 30일 고어는 밀워키 브레이브스를 상대로 2020년 와일드 카드 시리즈를 위한 28명 로스터에 추가되었다.  그는 그 시리즈에서 2개의 경기의 아무에도 나오지 않았으나 샌디에고 파드리스를 상대로 세컨드 라운드 시리즈를 위한 로스터에 남아있었다.  데이브 로버츠 감독은 고어는 시리즈에 나타나지 않을 것 같아며 "... 그러나 그 상황이 나타나면 내 입장에는 로스터에 그를 가지지 않는 것은 비용이 들 것이다."라고 말하였다.  그는 내셔널 리그 챔피언십 시리즈와 월드 시리즈를 떠나면서 포스트시즌에서 아무 경기에 활약하지 않았다.  두 시리즈의 로스터에 떠났어도 고어는 자신의 경력 두번째로 다저스의 결승전 우승에 이어 아직도 링을 받았다.
10월 31일 고어는 40명 명단으로부터 완전히 떨어졌다.  11월 2일 그는 자유 계약 선수가 되었다.

### 애틀랜타 브레이브스
2021년 2월 25일 고어는 애틀랜타 브레이브스 조직과 함께 마이너 리그 계약을 맺었다.  2021년 그위넷 스트라이퍼스를 위하여 활약한 고어는 4번이나 잡혔던 동안 .232/.361/.319 점을 타구하고 18개의 도루를 이루었다.
10월 8일 고어는 내셔널 리그 디비전 시리즈를 위하여 브레이브스 26명 로스터의 일부로서 공고되었다.  브루어스를 상대로 디비전 시리즈에서 그는 하나의본루 출연을 가졌다.  그는 다음 월드 시리즈 경기들의 아무 경기에도 나타나지 않았다.  브레이브스는 결국적으로 2021년 월드 시리즈를 우승하여 1995년 이래 브레이브스에게 그들의 첫 타이틀을 주었으며 고어에게 그의 두번째 연속이자 7년의 세월에 3번째 링을 주었다.

## 연도별 타격 성적
| 연 도     | 소 속     | 경 기 | 타 석 | 타 수 | 득 점 | 안 타 | 2 루 타 | 3 루 타 | 홈 런 | 루 타 | 타 점 | 도 루 | 도 루 자 | 희 생 번 | 희 생 플 | 볼 넷 | 고 4 | 사 구 | 삼 진 | 병 살 타 | 타 율 | 출 루 율 | 장 타 율 | O P S |
| --------- | --------- | ----- | ----- | ----- | ----- | ----- | ------- | ------- | ----- | ----- | ----- | ----- | -------- | -------- | -------- | ----- | ---- | ----- | ----- | -------- | ----- | -------- | -------- | ----- |
| 2014년    | KC        | 11    | 2     | 1     | 5     | 0     | 0       | 0       | 0     | 0     | 0     | 5     | 0        | 0        | 0        | 0     | 0    | 1     | 0     | 0        | .000  | .500     | .000     | .500  |
| 통산：1년 | 통산：1년 | 11    | 2     | 1     | 5     | 0     | 0       | 0       | 0     | 0     | 0     | 5     | 0        | 0        | 0        | 0     | 0    | 1     | 0     | 0        | .000  | .500     | .000     | .500  |

- 2014시즌 종료 기준.